# Calle Principal (Salt Lake City)
La Calle Principal (en inglés: Main Street) es la calle comercial más importante de Salt Lake City, Utah, al oeste de los Estados Unidos, aunque también se extiende hacia el sur a las ciudades de South Salt Lake y Murray, así como al sector no incorporado Millcreek. Su importancia comercial está casi totalmente derivada de las pocas cuadras de la calle que están inmediatamente al sur de la Plaza del Templo que han atraído a los bancos, las grandes tiendas, y el tráfico pesado a lo largo de la historia de Salt Lake City.